# Liste de répliques et imitations de la tour Eiffel
Les répliques et imitations de la tour Eiffel sont les différentes copies du monument parisien. Elles sont en grande majorité plus petites que l'original comme le célèbre exemplaire qui fait face à l'hôtel-casino Paris Las Vegas à Las Vegas d'une hauteur de 165 mètres.

## Reproductions à l'identique (mais à échelle réduite) de la tour Eiffel

### Par hauteur décroissante

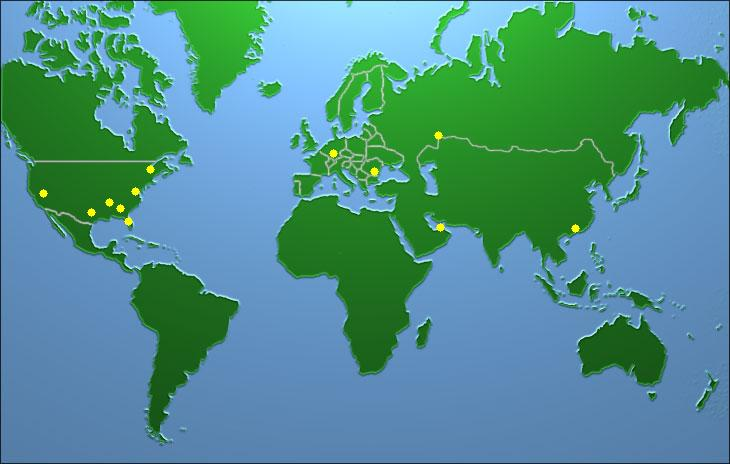
Implantations dans le monde des principales reproductions à l’identique, bien qu’à échelle réduite, de la tour Eiffel.

#### Plus de 100 mètres
- En face de l'hôtel-casino Paris Las Vegas sur le Las Vegas Strip, Paradise, Nevada, situé près de Las Vegas, États-Unis. 165 mètres (échelle 1:2). 36° 06′ 45″ N, 115° 10′ 20″ O
- À Macao en Chine, se trouve une réplique de la Tour Eiffel haute de 160 mètres dans le complexe hôtelier The Parisian Macao
- À Hangzhou, en Chine se trouve une réplique de la Tour Eiffel haute de 108 mètres. 30° 23′ 06,72″ N, 120° 14′ 36,6″ E

#### De 50 à 100 mètres
- À Shenzhen, en Chine dans le parc d'attraction Window of the World. D'environ 100 mètres (échelle 1:3), elle fait partie d'une réplique des Champs Élysées.22° 32′ 13,33″ N, 113° 58′ 09,51″ E
- Au parc d'attractions Kings Island situé dans l'Ohio, États-Unis. Environ 100 mètres (échelle 1:3). 39° 20′ 36″ N, 84° 16′ 01″ O
- Au parc d'attractions Kings Dominion situé en Virginie, États-Unis. 84 mètres (échelle 1:3,59). 37° 50′ 23″ N, 77° 26′ 43″ O
- À Bahria town (en), Lahore, au Pakistan. 80 mètres 31° 21′ 20,83″ N, 74° 11′ 05,27″ E. Réplique construite en 2014.
- À Gómez Palacio, État de Durango, au Mexique. 68,5 mètres de hauteur. 25° 32′ 59,38″ N, 103° 28′ 44,7″ O
- À Slobozia en Roumanie. 54 mètres 44° 33′ 27″ N, 27° 19′ 59″ E
- À Parij, dans l'oblast de Tcheliabinsk, district de Nagaybaksky en Russie. Antenne de télécommunication utilisée pour les téléphones portables, construite en 2005 par la compagnie de téléphone mobile du Sud de l'Oural. 50 mètres. 53° 17′ 51,02″ N, 60° 05′ 59,46″ E

#### Moins de 50 mètres
- À Tasikmalaya, en Indonésie, une réplique en bambou est construite à la fin du XIXe siècle à l'occasion du couronnement de la reine néerlandaise Wilhelmine (reine des Pays-Bas). ≈ 36 mètres
- À Sucre, en Bolivie, dans le parc Bolivar. 35 mètres.
- Une tour Eiffel mesurant 33 mètres et construite en 2016 se déplace au gré de sa location. Elle est composée de 3131 pièces métalliques, 7392 boulons et pèse 32 tonnes[1].
  - En septembre 2016, elle a été installée la première fois près de la plage de Sion-sur-l'Océan à Saint-Hilaire-de-Riez en France, pour le Grand Prix Meule Bleue[2],[3] 46° 42′ 52″ N, 1° 58′ 41″ O.
  - En juin 2022, elle était à Gétigné dans le département de la Loire-Atlantique en France sous le nom Eiffela[4] 47° 04′ 44″ N, 1° 14′ 49″ O.
  - En août 2022, elle était à Chanverrie en France sous le nom Eyffela[5] 46° 55′ 20″ N, 0° 57′ 45″ O.
  - En décembre 2022, elle est installée à Saint-Georges-des-Gardes sur le parking d'un restaurant sur la route en direction de Cholet (Maine-et-Loire, France)[6] 47° 08′ 39″ N, 0° 46′ 05″ O.
- À Capdenac-Gare, en France. 28 mètres. Débutée en 2018, la tour a été installée pour les Jeux olympiques de Paris en 2024[7],[8],[9],[10].
- Au parc à thème Epcot dans le parc d'attractions Walt Disney World Resort, situé à Lake Buena Vista en Floride, États-Unis. 23 mètres (échelle 1:13). 28° 22′ 06,86″ N, 81° 33′ 11,89″ O
- À Paris, Texas, États-Unis d'Amérique. 20 mètres. 33° 38′ 23,52″ N, 95° 31′ 25,92″ O
- À Paris, Tennessee, États-Unis. 18 mètres (60 pieds). 36° 17′ 12,94″ N, 88° 18′ 05,41″ O
- À Filiatrá en Messinie, en Grèce. 18 mètres de haut.
- À Soing-Cubry-Charentenay, Haute-Saône, France . 16 mètres
- À Bruxelles, en Belgique, au parc miniature Mini-Europe, réplique de 13 mètres de haut (échelle 1:25).50° 53′ 39,44″ N, 4° 20′ 21,16″ E
- Au musée de la technologie de Géorgie (Technology Museum of Georgia), Atlanta, Géorgie, États-Unis. Tour de 11,50 m de haut, pesant 420 kg, réalisée en 1990-1991, entièrement avec des pièces du jeu de construction Meccano. Les 15 672 pièces et 29 880 boulons ont demandé 826 heures de travail pour être assemblés.
- Dans le parc France miniature (Élancourt, Yvelines), la réplique de la tour Eiffel pèse 3,2 tonnes et mesure 10 mètres de haut. 48° 46′ 36,15″ N, 1° 57′ 42,83″ E
- Au milieu d'un rond point, dans la commune de Sains-en-Gohelle (Pas-de-Calais, France). Elle a été construite à côté d'un ancien estaminet, appelé estaminet de la Tour Eiffel qui était ouvert à la fin du XIXème. Les propriétaires baptisèrent leur établissement ainsi car l'ouverture tombait en même temps que celle de l'exposition universelle de 1889.
- Dans le Park Miniatur "Świat Marzeń" d'Inwałd en Petite-Pologne 49° 52′ 09″ N, 19° 24′ 37″ E
- À Cracovie, Pologne, utilisée, par l'association d'amitié Pologne-France TPPF. 8,5 mètres
- À Montmartre, au Canada. 8,5 mètres 50° 13′ 16″ N, 103° 26′ 55″ O
- À Burnhaupt-le-Bas, France, construite en 2019. 6,5 mètres 47° 43′ 04″ N, 7° 10′ 05″ E[11]
- À Buhl (Haut-Rhin), France. 6 mètres et 600 kg 47° 55′ 25″ N, 7° 11′ 52″ E[12]

#### Hauteur non indiquée
- À Torrejón de Ardoz, en Espagne, au Parc Europe où s'y trouvent des petites répliques des monuments européens (hauteur inconnue)[13].
- Sur le toit d'un immeuble industriel à Satteldorf en Allemagne (hauteur inconnue). 49° 10′ 55,84″ N, 10° 04′ 29,41″ E
- À Krasnoyarsk, en Russie 56.0379966, 92.9122755 (hauteur inconnue)
- À Apach en Moselle.

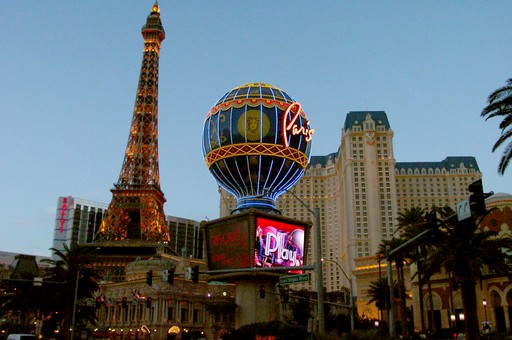
Extérieur de l'hôtel-casino Paris Las Vegas de Las Vegas, Nevada, avec une reproduction de la tour Eiffel haute de 165 m.
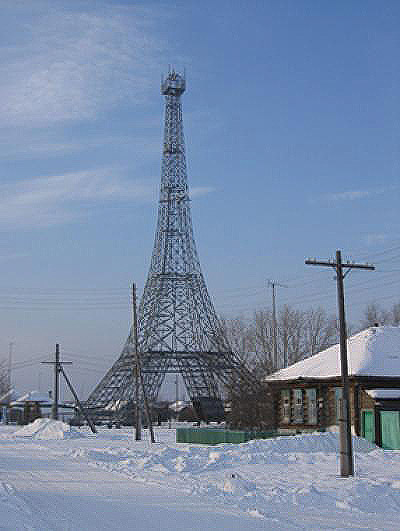
Antenne de téléphonie mobile à Parij (Russie), 50 m de haut.
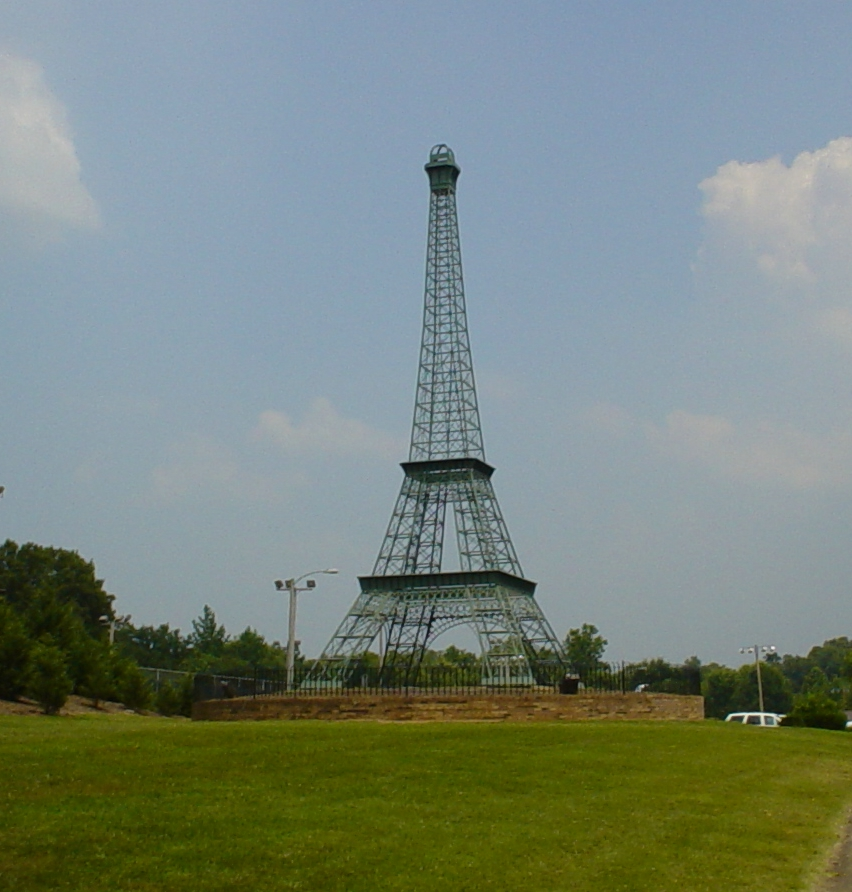
Reproduction de 17,6 m de haut de la tour Eiffel à Paris (Tennessee).
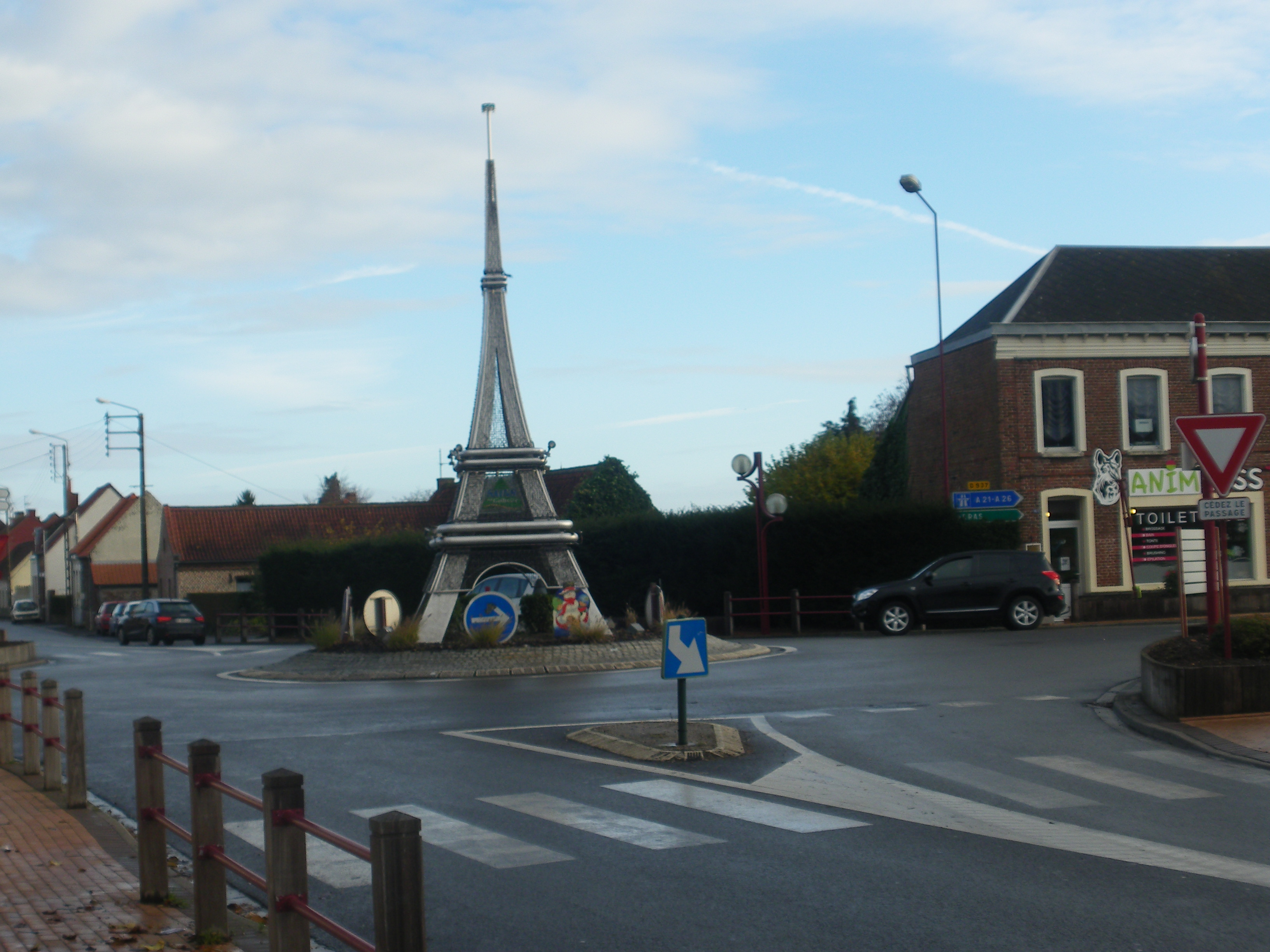
Réplique de 9 m de haut sur un rond point de la commune de Sains-en-Gohelle.
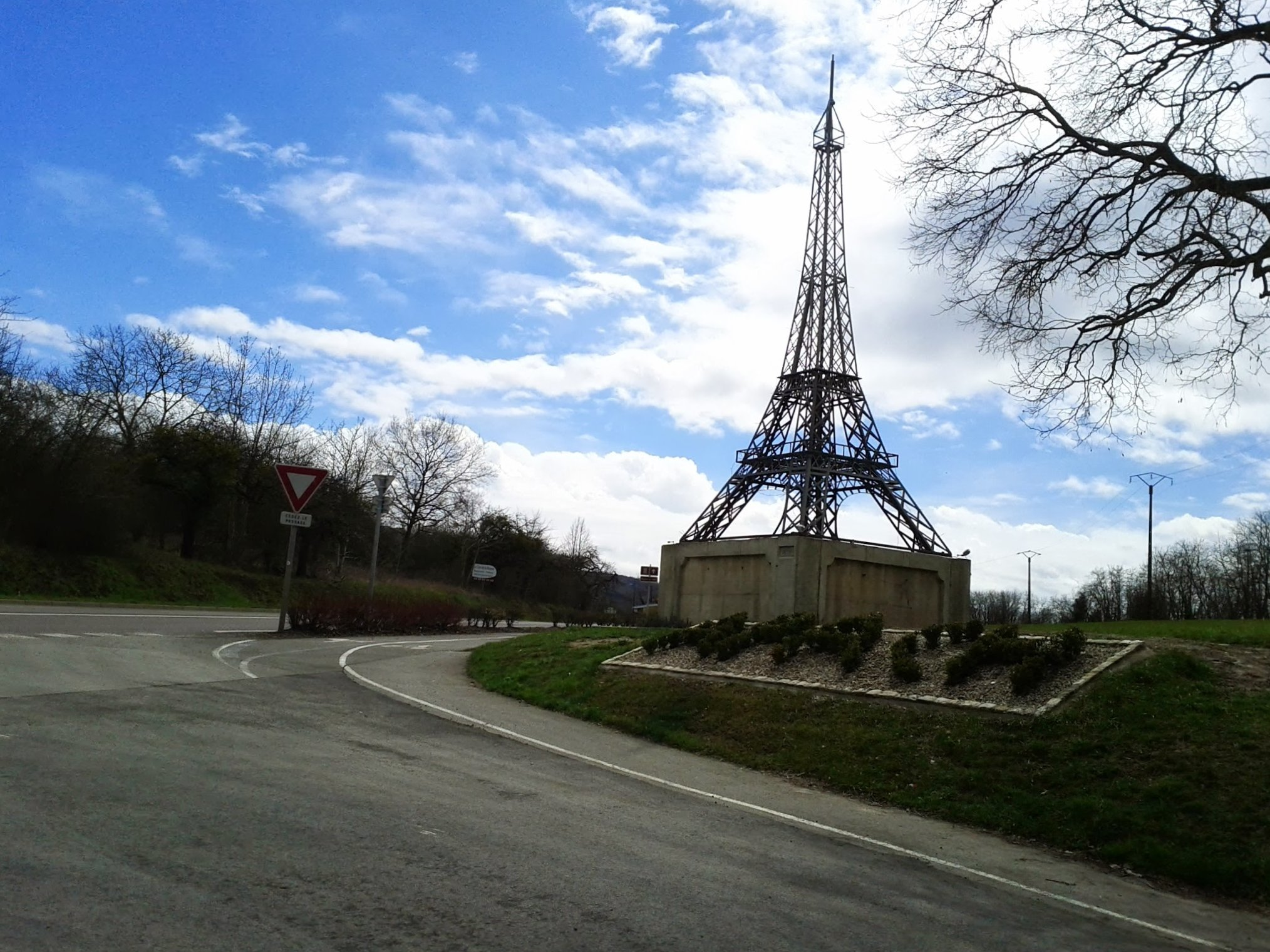
À Apach en Moselle.

## Imitations de la tour Eiffel (tours à structure similaire)

### Par hauteur décroissante

#### Plus de 300 mètres
- Tour du dragon, Harbin, Chine. 336 mètres. 45° 44′ 45,55″ N, 126° 40′ 28″ E
- Tour de Tōkyō, située à Tōkyō au Japon. Haute de 332,6 mètres (soit 7,6 mètres de plus que la tour Eiffel, qui en mesure 325 en comprenant son antenne). 35° 39′ 31″ N, 139° 44′ 44″ E
- La tour de télévision d'Erevan, située à Erevan en Arménie. Construite entre 1974 et 1977, elle mesure 311,7 mètres. 40° 10′ 16,7″ N, 44° 32′ 11,49″ E
- La tour de télévision de Saint-Pétersbourg, située à Saint-Pétersbourg en Russie. Elle possède une structure et une taille (310 mètres de haut) proche de la tour Eiffel, mais n'offre pas de terrasse d'observation aux visiteurs. 59° 58′ 35,86″ N, 30° 19′ 15,04″ E
- Tour de télévision de Fazilka, Fazilka, Inde, tour de télévision avec une hauteur de 304,8 mètres  30° 23′ 43,9″ N, 74° 02′ 02,52″ E

#### De 200 à 300 mètres
- Tour Star, Cincinnati, Ohio. Tour de transmission au design très particulier. Elle culmine à 291,4 mètres. 39° 12′ 01″ N, 84° 31′ 22″ O
- Tours d'émetteur de Lafayette (Gironde). 8 tours, 250 mètres en hauteur, détruites entre 1944 et 1953 44° 42′ 23″ N, 0° 48′ 28″ O
- Tour de télévision de Qingdao, située à Qingdao en Chine. Tour de 232 mètres possédant une terrasse d'observation. 36° 04′ 07,81″ N, 120° 21′ 01,87″ E
- Émetteur de Crystal Palace, situé à Londres au Royaume-Uni. Deuxième plus grande structure de Londres avec 222 mètres, cette antenne de transmission d'ondes TV est surnommée London's Eiffel Tower (c’est-à-dire, la « tour Eiffel de Londres »). 51° 25′ 27,05″ N, 0° 04′ 29,88″ O
- La tour de télévision de Brasilia, située dans la capitale du Brésil à Brasilia. Mesurant 218 mètres, elle possède une terrasse d'observation, située à 75 mètres de hauteur. 15° 47′ 26″ S, 47° 53′ 34″ O
- La tour de Blosenberg en Beromünster en Suisse. Tour radiateur d'une hauteur de 217 mètres pour l'émission de DRS-1 sur 531 kHz. 47° 11′ 22,52″ N, 8° 10′ 31,65″ E
- La tour de télévision de Canton, située à Canton en Chine. Construite en 1991, elle mesure 217 mètres de haut. 23° 08′ 49,99″ N, 113° 15′ 46,98″ E

#### De 100 à 200 mètres
- La tour de télévision de Nagoya, située à Nagoya au Japon d'une hauteur de 180 mètres. 35° 10′ 20,7″ N, 136° 54′ 30″ E
- La Tour de PL Peace à Tondabayashi, Japon 34° 30′ 06,84″ N, 135° 35′ 09,6″ E
- Odinstårnet située à Odense au Danemark. Construite en 1934-1935, la tour était à son époque, la deuxième plus haute structure d'Europe, derrière la tour Eiffel (177 mètres). Elle fut détruite pendant la Seconde Guerre mondiale, précisément le 14 décembre 1944, par un groupe de saboteurs nazis danois dirigé par Henning E. Brøndum. 55° 23′ 38″ N, 10° 19′ 54″ E
- Tour de New Brighton, New Brighton, Merseyside, Royaume-Uni. Construite entre 1896 et 1900, haute de 173 mètres, elle comprenait en outre à ses pieds une salle de danse, des jardins, des salles de restauration etc. À ses débuts, la tour reçoit 500 000 visiteurs par an, avant que n'arrive la Première Guerre mondiale. Pour des raisons militaires, la visite de la tour est interdite. Elle commence alors à être usée par le temps et dès 1921, son sommet est endommagé, le propriétaire n'ayant pas les énormes moyens que demandent sa restauration. En 1969, elle est définitivement détruite par le feu. 53° 26′ 12,37″ N, 3° 02′ 11,03″ O
- L'émetteur d'Ismaning situé près de Munich en Allemagne, d'une hauteur de 163 mètres avait la particularité d'être construit uniquement en bois sans part de fer. Inaugurée en 1932, cette tour a été démolie le 16 mars 1983, du fait de son mauvais état.  48° 15′ 01,99″ N, 11° 45′ 00,55″ E
- Tour de Blackpool, située à Blackpool au Royaume-Uni. Construite sur le Blackpool Tower Circus complex, elle mesure 158 mètres de haut. 53° 48′ 57,09″ N, 3° 03′ 18,44″ O
- Tour Mesquite, située à Mesquite au Texas, possède un design original au niveau de ses pieds, mesure 155,3 mètres et n'offre aucune terrasse d'observation. 32° 45′ 46″ N, 96° 38′ 05″ O
- Émetteur de Croydon à Londres, Royaume-Uni d'une hauteur de 152 m. 51° 24′ 35,4″ N, 0° 05′ 08,58″ O
- Berliner Funkturm, en français Tour radio de Berlin, situé à Berlin en Allemagne. Mesurant 150 m, cette tour de transmission est dotée d'une terrasse d'observation et ses pieds sont isolés du sol. 52° 30′ 18,2″ N, 13° 16′ 41,45″ E
- Tour de télévision de Sapporo, située à Sapporo au Japon, elle mesure 147 mètres. 43° 03′ 40″ N, 141° 21′ 23″ E
- Tour hertzienne a Würzburg-Frankenwarte, Allemande, hauteur : 125 mètres. 49° 46′ 49,88″ N, 9° 54′ 25,9″ E
- Tour hertzienne de Gliwice à Gliwice en Pologne, hauteur : 118 mètres. Cette tour hertzienne est construite en bois sans l'aide d'acier ! 50° 18′ 48,12″ N, 18° 41′ 20,26″ E
- Tour métallique de Fourvière, située à Lyon, en France. Construite entre 1892 et 1894 et haute de 101 mètres (85,9 sans antenne), son architecture est semblable à celle du troisième étage de la tour Eiffel. Elle était ouverte aux visiteurs jusqu'en 1953. Le 1er novembre de cette année-là, elle devint un émetteur de télévision non accessible au public. Elle offre le même dénivelé par rapport au fleuve que la tour Eiffel : 350 mètres. 45° 45′ 49,57″ N, 4° 49′ 20,16″ E
- Tour d'AWA située à Sydney, Australie 33° 52′ 01″ S, 151° 12′ 20″ E
- Tour de Beppu située à Beppu au Japon d'une hauteur de 100 mètres. 33° 16′ 54″ N, 131° 30′ 20,8″ E

#### Moins de 100 mètres
- Tour hertzienne de Zwollerkerspel, située à Zwollerkerspel aux Pays-Bas. Construite en 1985, elle mesure 90 mètres de haut. 52° 32′ 00,75″ N, 6° 08′ 22,45″ E
- Torre del Reformador, située dans la ville de Guatemala Cuidad au Guatemala. Elle mesure 75 mètres. 14° 36′ 46,9″ N, 90° 31′ 00,49″ O
- Tours d'émetteur de Brookmans Park, Londres, Royaume-Uni. Quatre mâts de 60,96 mètres de haut. ,  et  51° 43′ 45,9″ N, 0° 10′ 47,23″ O ; 51° 43′ 38,66″ N, 0° 10′ 39,1″ O ; 51° 43′ 49,34″ N, 0° 10′ 39,43″ O ; 51° 43′ 42,02″ N, 0° 10′ 31,25″ O
- La tour de Petřín, à Prague (République tchèque), est une tour d'observation de 60 mètres de haut, construite en 1891. 50° 05′ 00,76″ N, 14° 23′ 42,18″ E
- Tour de Bachtel, Hinwil, Suisse, tour hertzienne (hauteur : 60 mètres) 47° 17′ 40,96″ N, 8° 53′ 10,43″ E
- Tour Bismarck de Wiesbaden, Wiesbaden, Allemagne, tour en bois avec une hauteur de 50 mètres, construite en 1910 et démolie en 1918. 50° 04′ 51″ N, 8° 16′ 05″ E
- Tour hertzienne à Phan Tiet, Vietnam  10° 56′ 01,67″ N, 108° 06′ 55,23″ E
- Tour de Watkin, Wembley, Londres, Royaume-Uni. Peu après la construction de la tour Eiffel, un député britannique proposa la construction d'une tour encore plus haute à Wembley Park. Les travaux débutèrent en 1891, mais en 1894, lorsque le parc ouvrit ses portes, la tour ne faisait que 47 mètres. Faute de moyens financiers, elle ne fut jamais finie et fut démolie en 1907. 51° 33′ 20″ N, 0° 16′ 46″ O
- Tour de Jardin zoologique de Copenhague, une tour d'observation en bois avec une base semblable à celle de la Tour Eiffel. 55° 40′ 19″ N, 12° 31′ 25″ E
- Croix de Joseph est une tour d'observation en signe de croix, mesurant 38 mètres, située près de Stolberg (Harz) en Allemagne. 51° 34′ 50″ N, 11° 00′ 20″ E
- Tour de Lemberg en Allemagne. Tour d'observation en acier construite en 1899 et mesurant 33 mètres. 48° 09′ 03″ N, 8° 44′ 56″ E
- Tour de Gehrenberg, une tour d'observation d'une hauteur de 30 mètres près de Markdorf en Allemagne. 47° 44′ 10″ N, 9° 24′ 14″ E
- Croix sur le Mont Amiata en Italie. Hauteur : 22 mètres 42° 53′ 16,59″ N, 11° 37′ 30,08″ E
- Tour du Belvédère, située sur les hauteurs de Mulhouse, à 333 mètres d'altitude, en Alsace. Elle mesure environ 20 mètres de hauteur. 47° 43′ 45,22″ N, 7° 20′ 37,48″ E
- Croix du mont Gorbeia, une croix sur mont Gorbeia en Espagne, hauteur : 17,2 mètres 43° 02′ 02,12″ N, 2° 46′ 52,24″ O
- Tour Bismarck de Salzgitter, une tour d'observation à Salzgitter en Allemagne avec une hauteur de 17 mètres. 52° 03′ 42,5″ N, 10° 21′ 28,55″ E

#### Hauteur non indiquée
- Woodwards Building[14], Vancouver, Canada. Sur l'immeuble trône une petite tour semblable à la tour Eiffel, surmontée d'un néon rouge en forme de grand "W". 49° 16′ 56″ N, 123° 06′ 26″ O
- Damery, sépulture de la famille Namur.
- Le Touquet-Paris-Plage, tour Eiffel sur la place du Centenaire, œuvre de l'artiste Alain Godon (50° 31′ 30″ N, 1° 34′ 55″ E).

Photographies d'imitations de la tour Eiffel
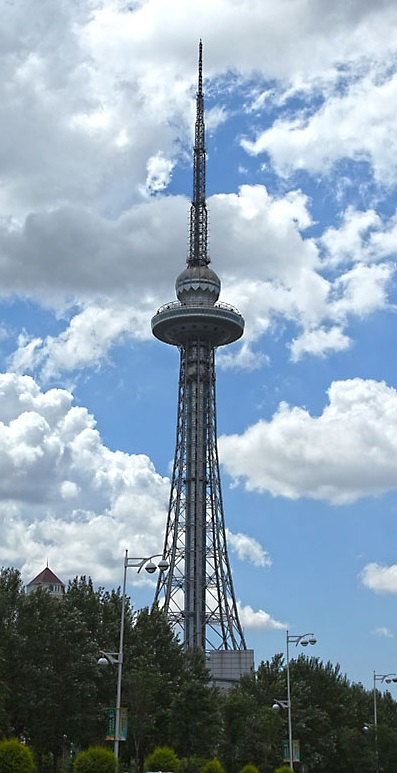
Tour du dragon à Harbin en Chine, haute de 336 mètres.
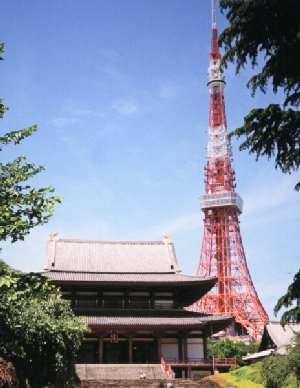
La tour de Tōkyō, au Japon, mesure 9 mètres de plus que la tour Eiffel (avec son antenne), soit 333 m.
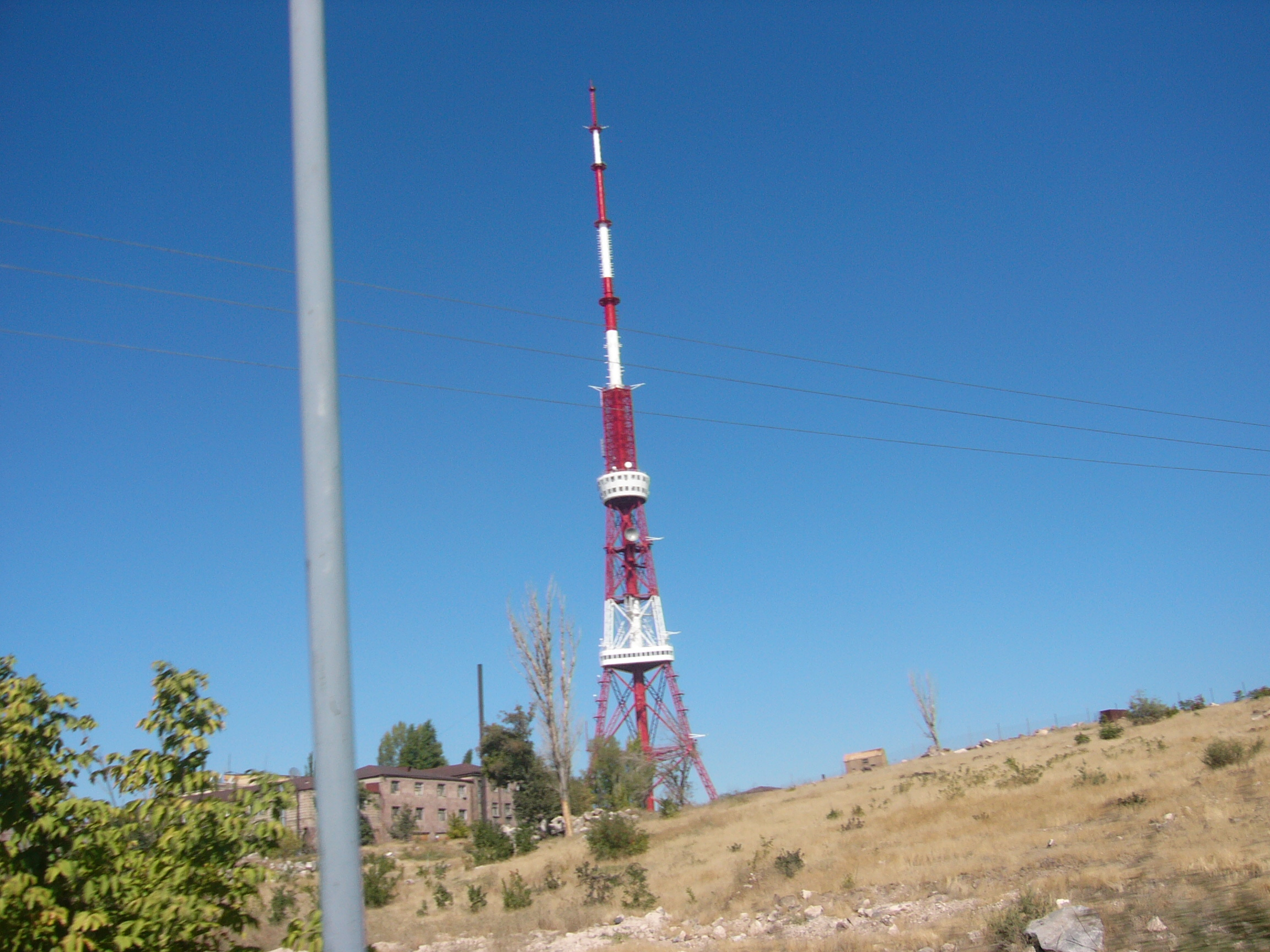
La tour de télévision d'Erevan, en Arménie. Construite entre 1974 et 1977, elle mesure 311,7 mètres.
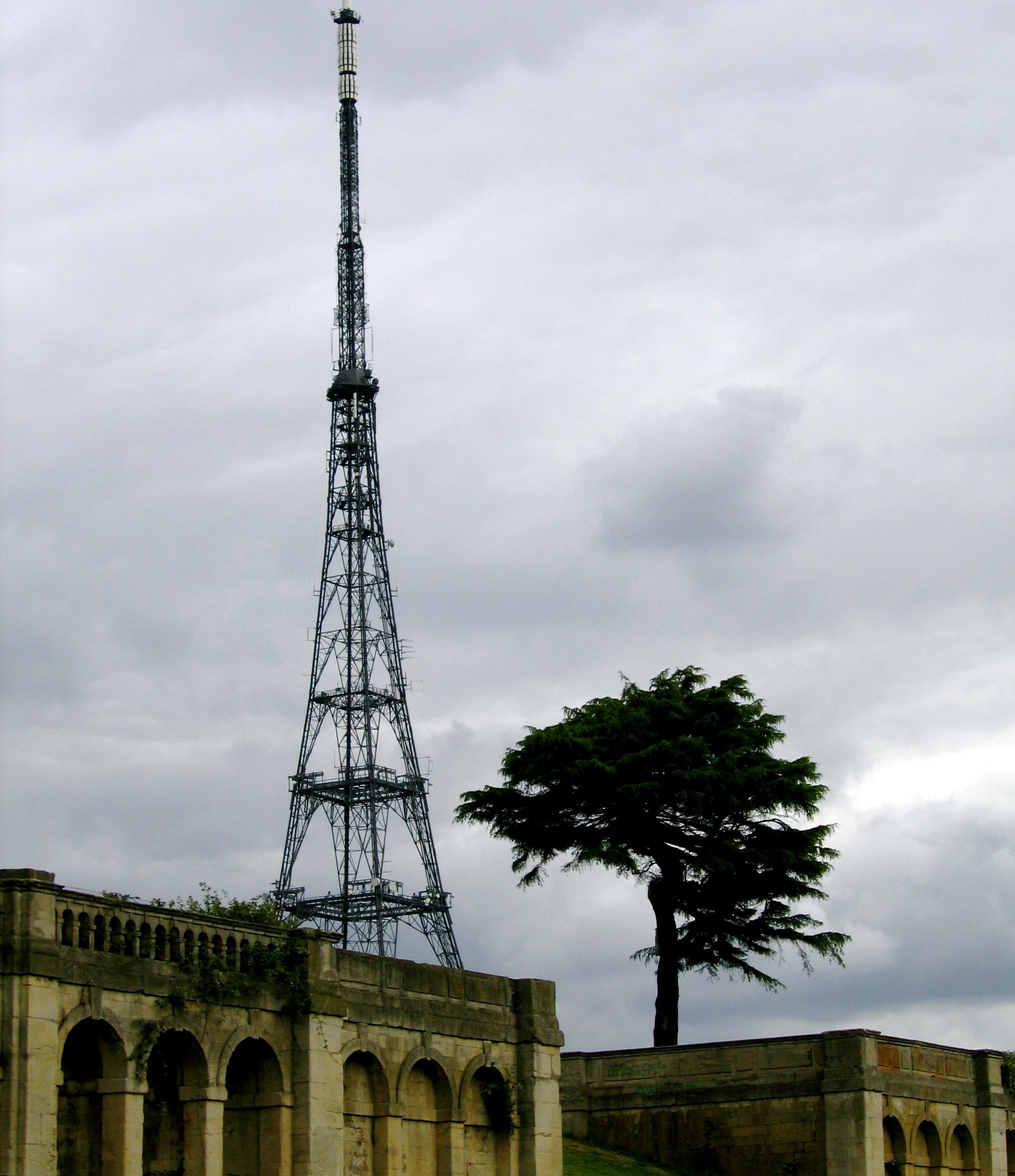
Le Crystal Palace Transmitter, situé à Londres au Royaume-Uni, culmine à 222 m.
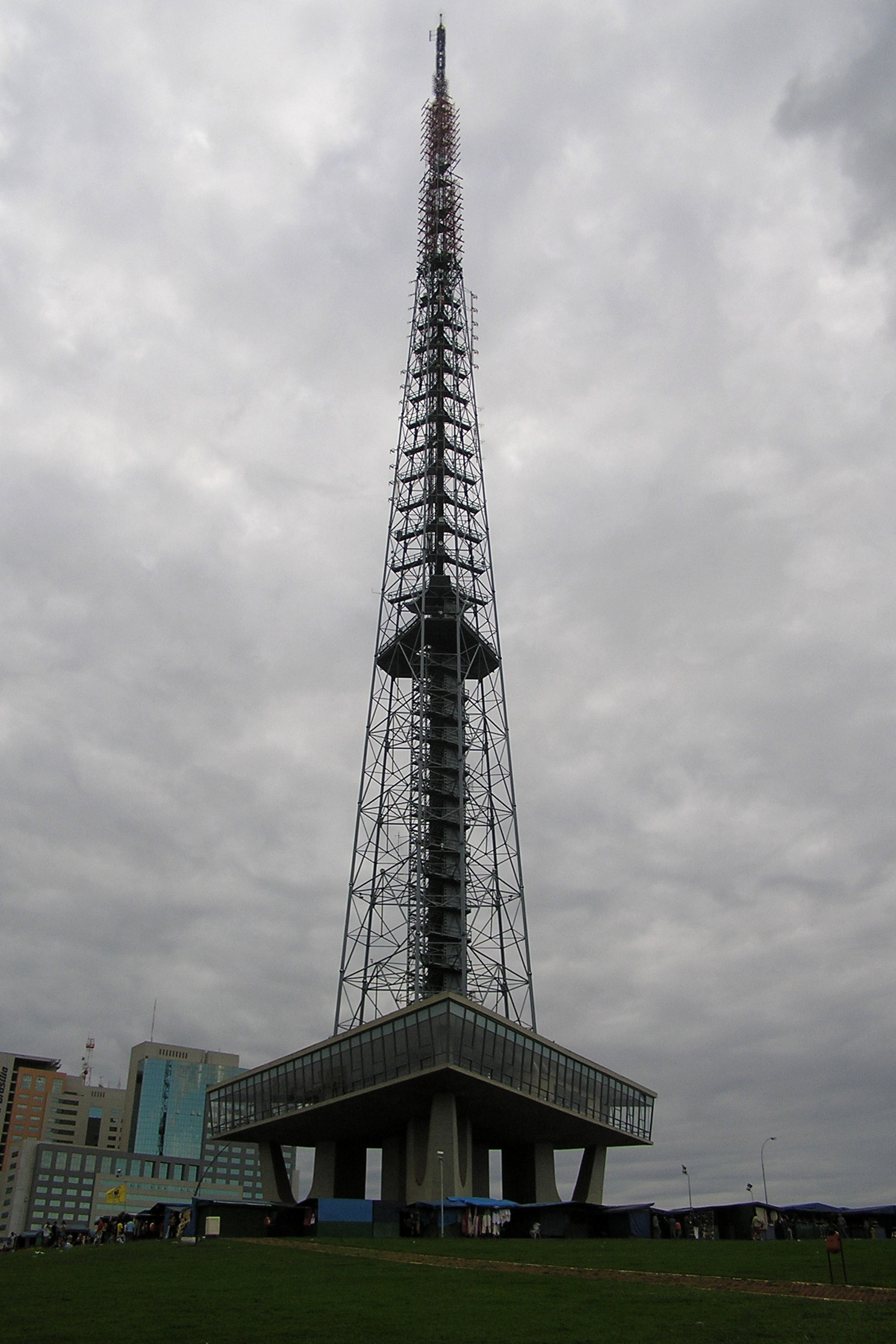
Tour de télévision de Brasilia, au Brésil (218 m).
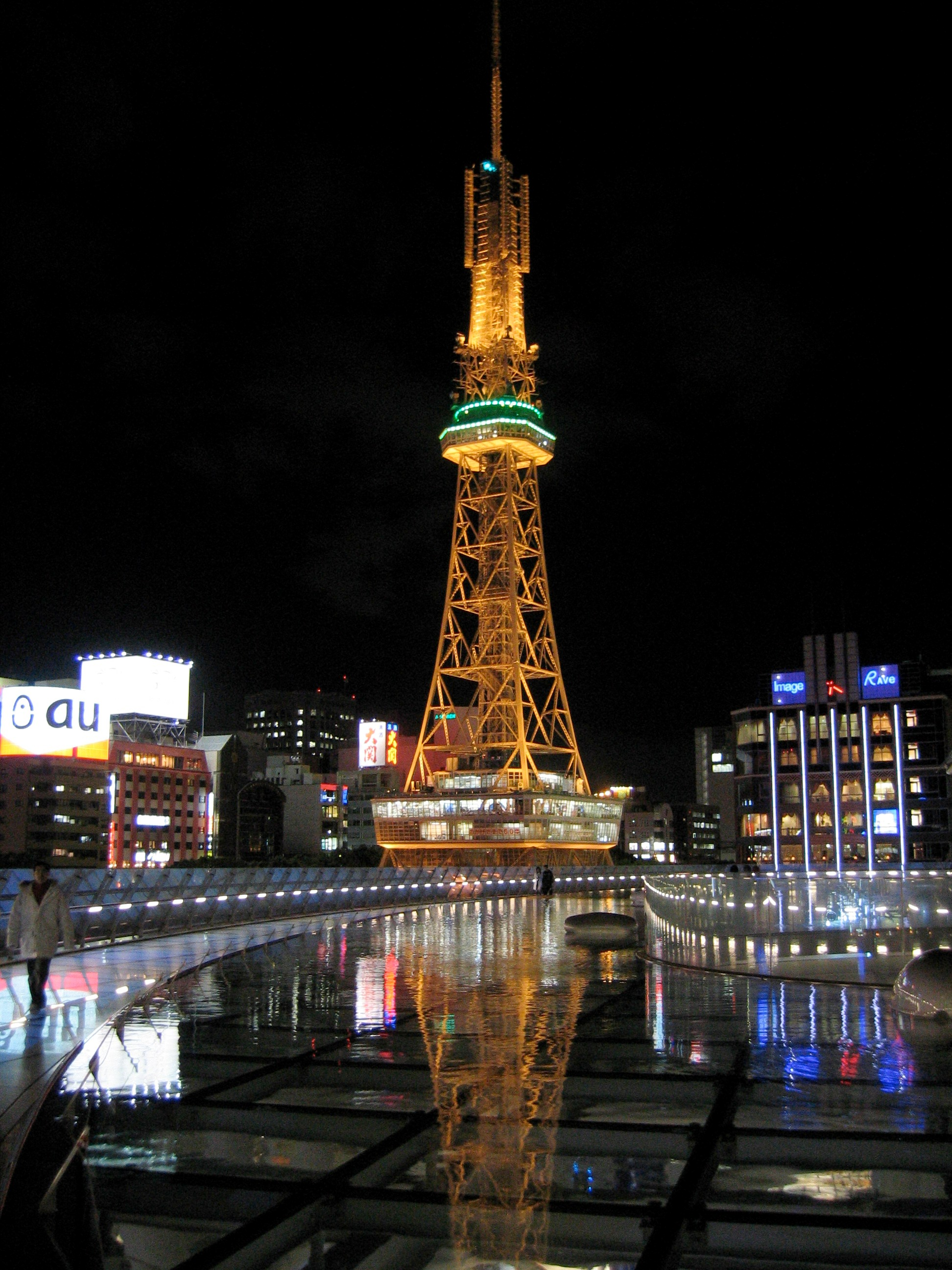
La tour de télévision de Nagoya, au Japon (180 mètres).
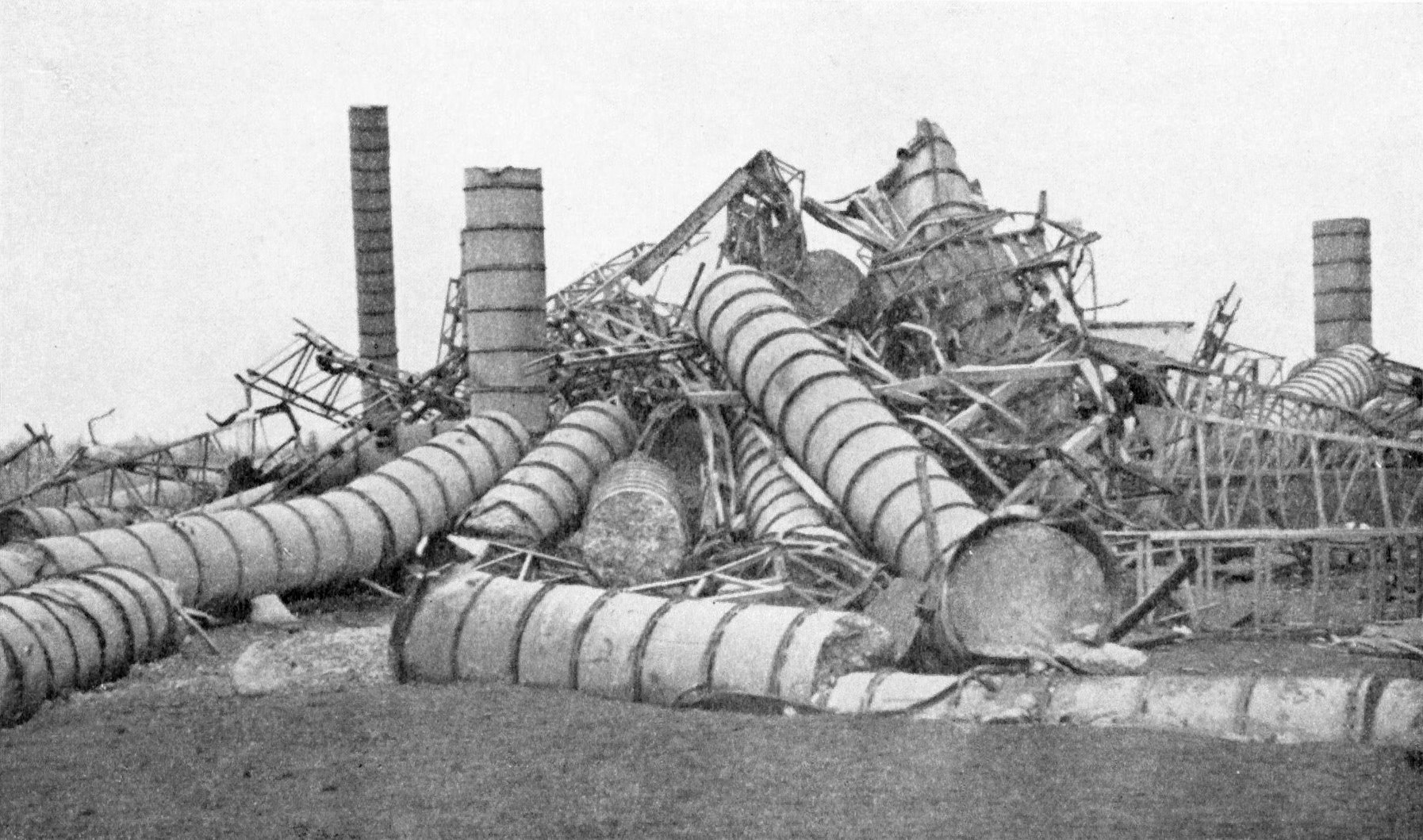
Ruines de l‘Odinstårnet à Odense au Danemark. Construite en 1934-1935, haute de 177 mètres, elle fut entièrement détruite le 14 décembre 1944.
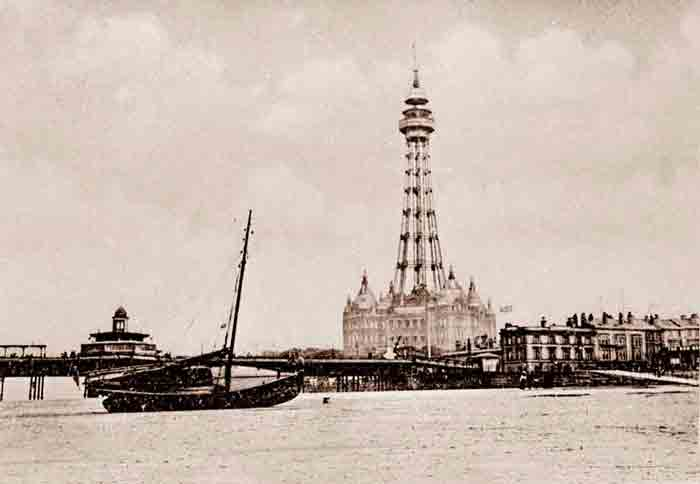
La tour de New Brighton au Royaume-Uni. Construite entre 1896 et 1900, haute de 173 mètres, elle fut entièrement détruite par le feu en 1969.
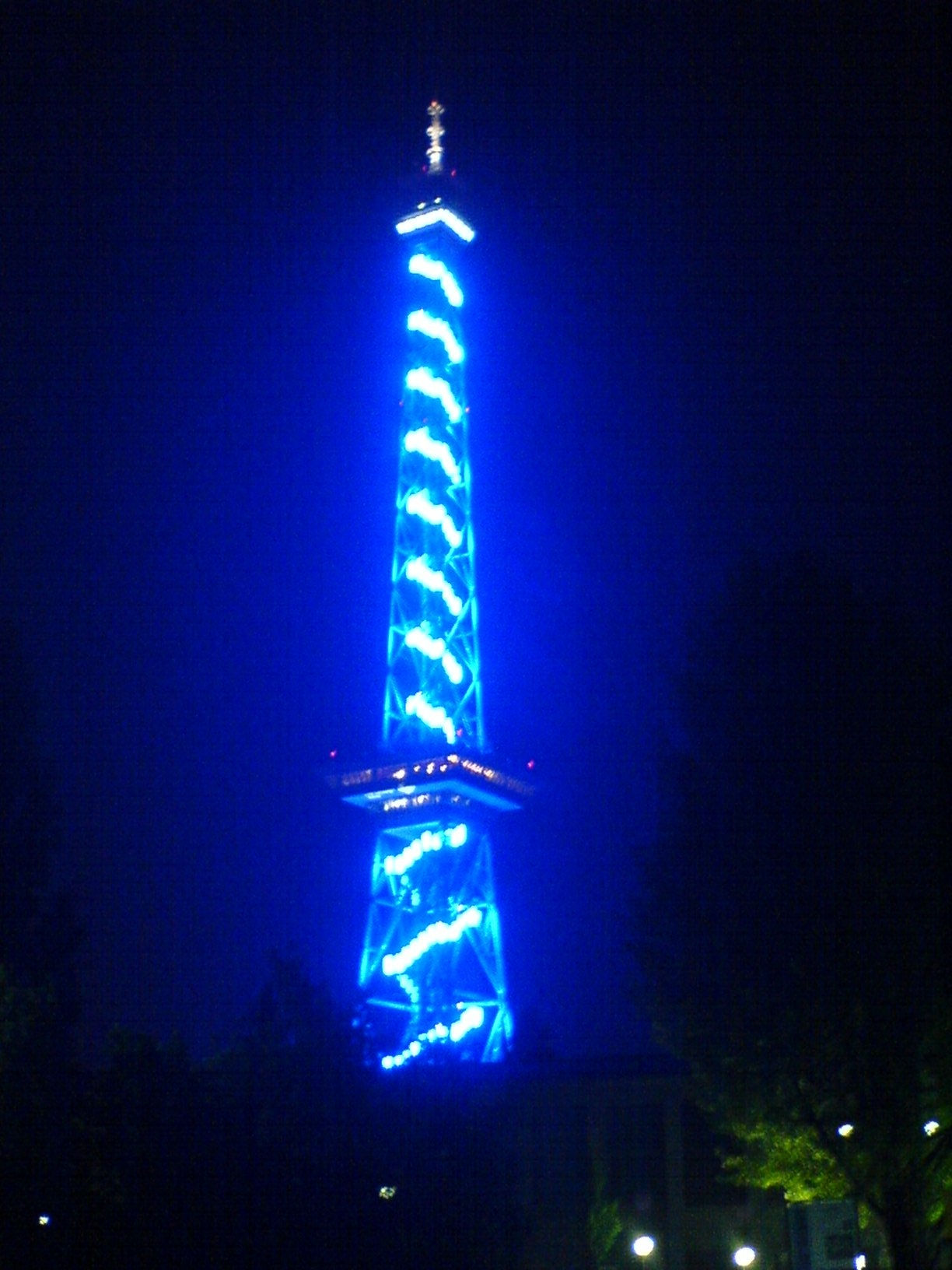
La tour radio de Berlin (Berliner Funkturm, 150 mètres) illuminée lors de l' IFA 2005 (Internationale Funkausstellung Berlin 2005).
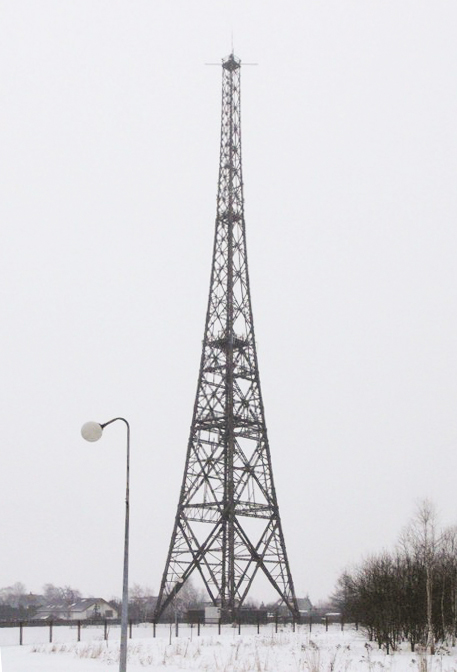
Tour hertzienne de Gliwice, entièrement faite en bois.
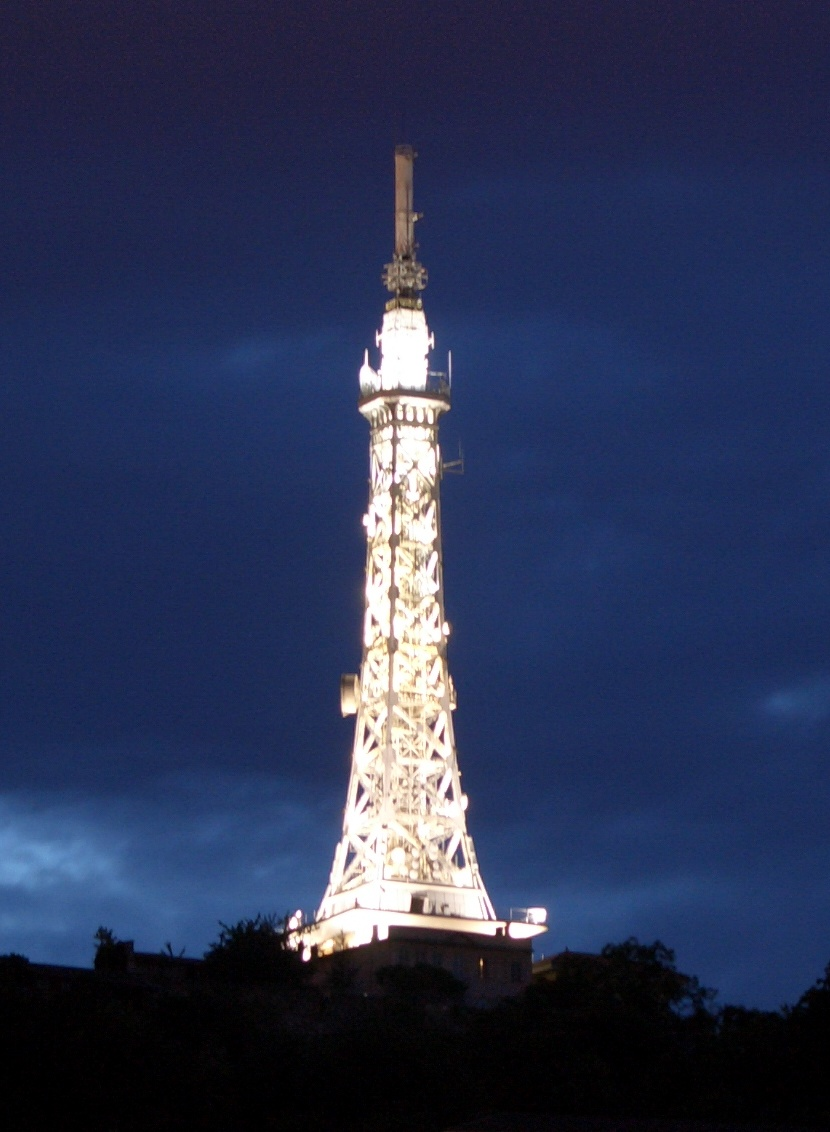
Tour métallique de Fourvière construite entre 1892 et 1894 par un particulier, pesant 210 tonnes et mesurant 85,9 mètres de hauteur.
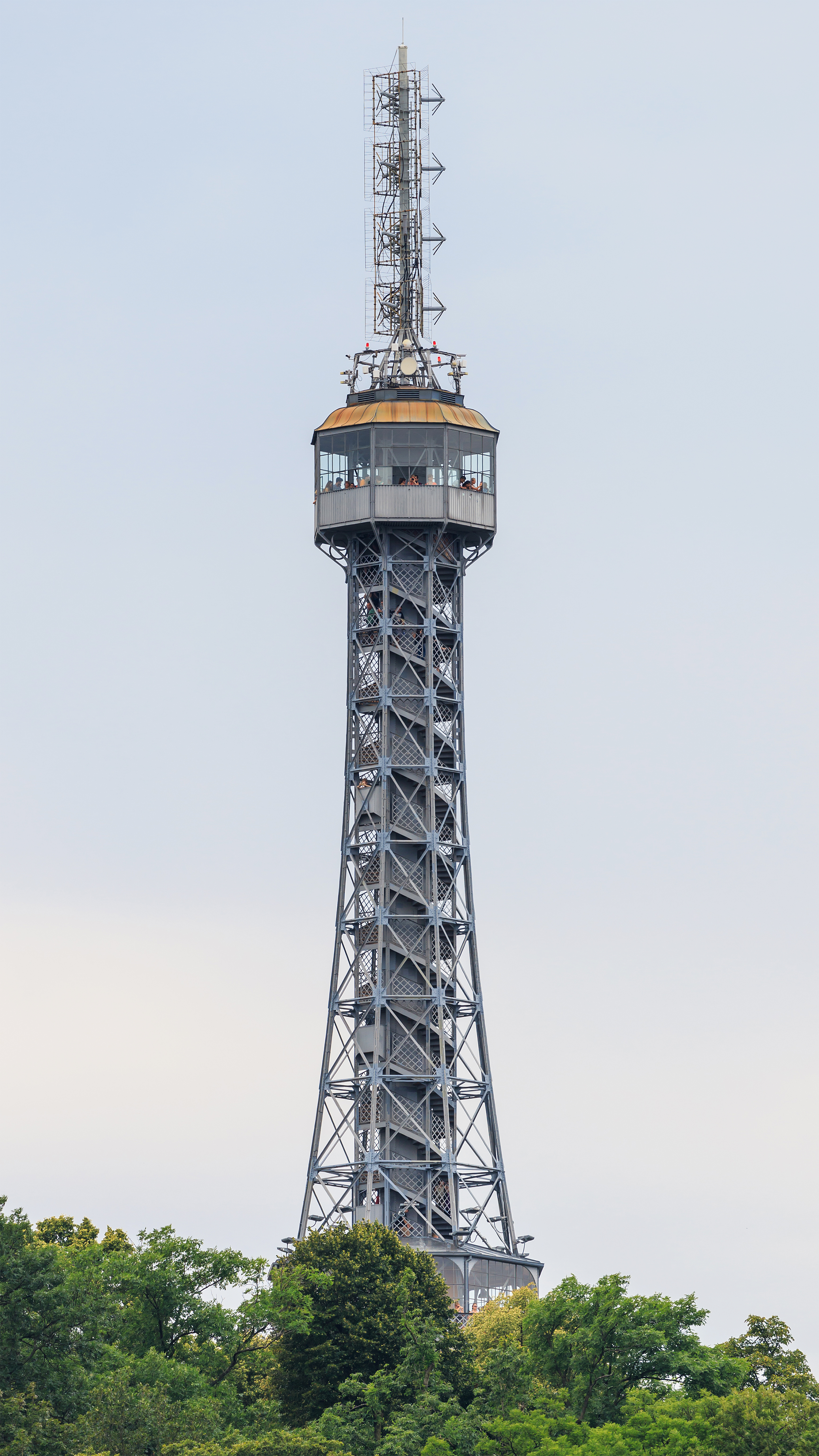
Petřínská rozhledna, à Prague, en République tchèque. Construite en 1891, cette tour d'observation mesure 60 mètres.
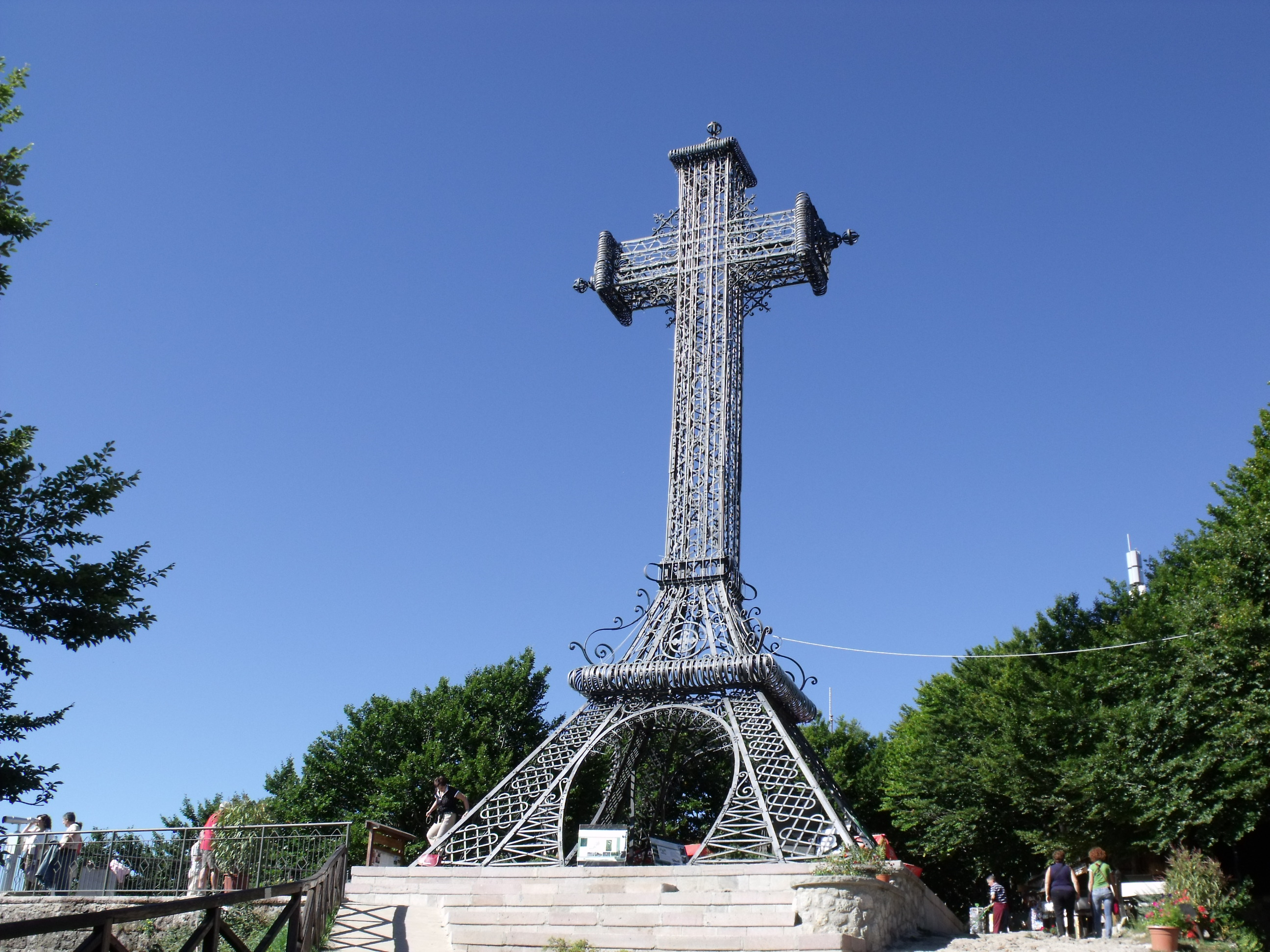
Croix du Mont Amiata (Italie). Hauteur : 22 mètres.
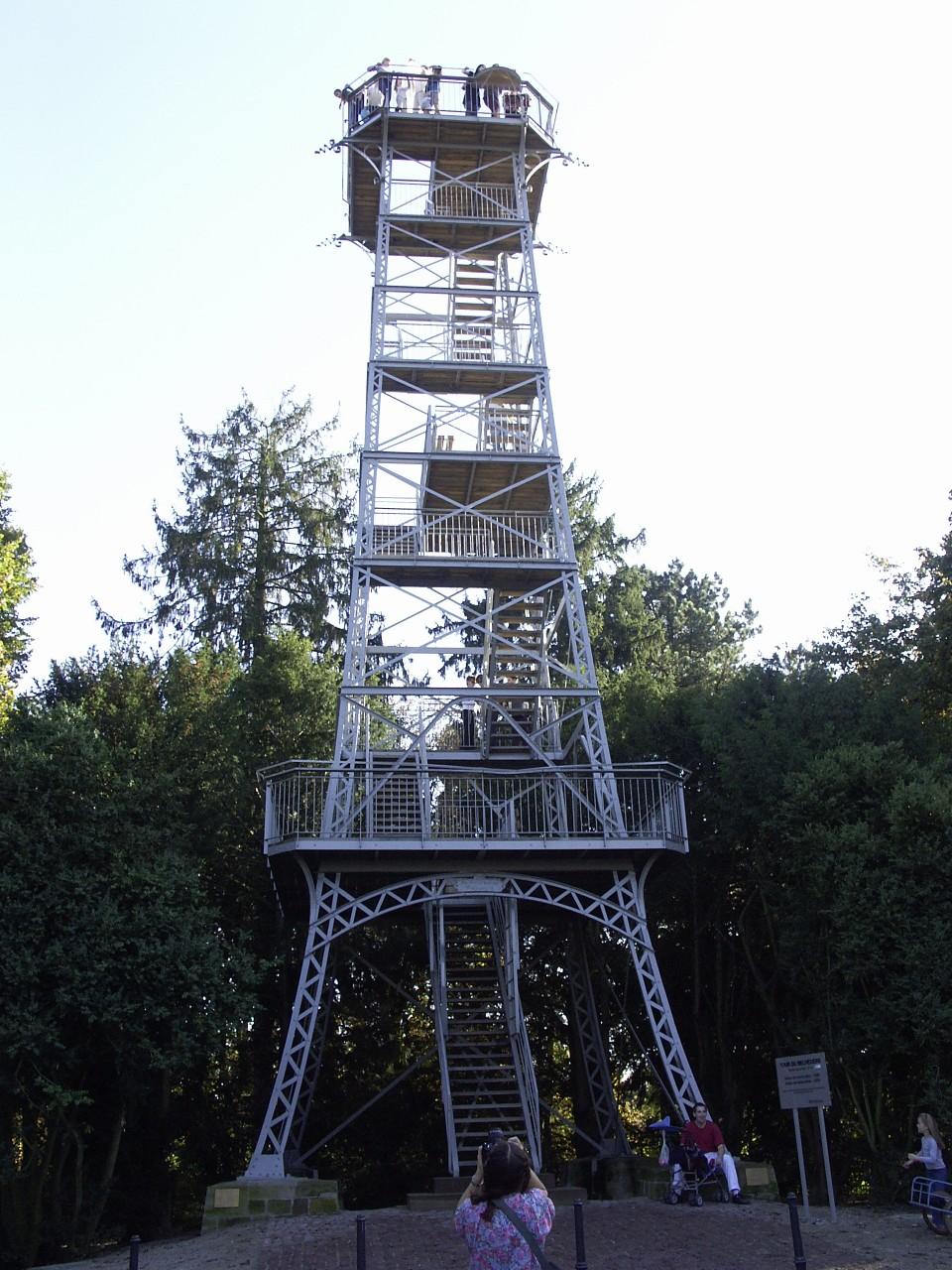
La tour du Belvédère, sur les hauteurs de Mulhouse, en Alsace, est située à 333 mètres d'altitude et mesure environ 20 mètres de hauteur.
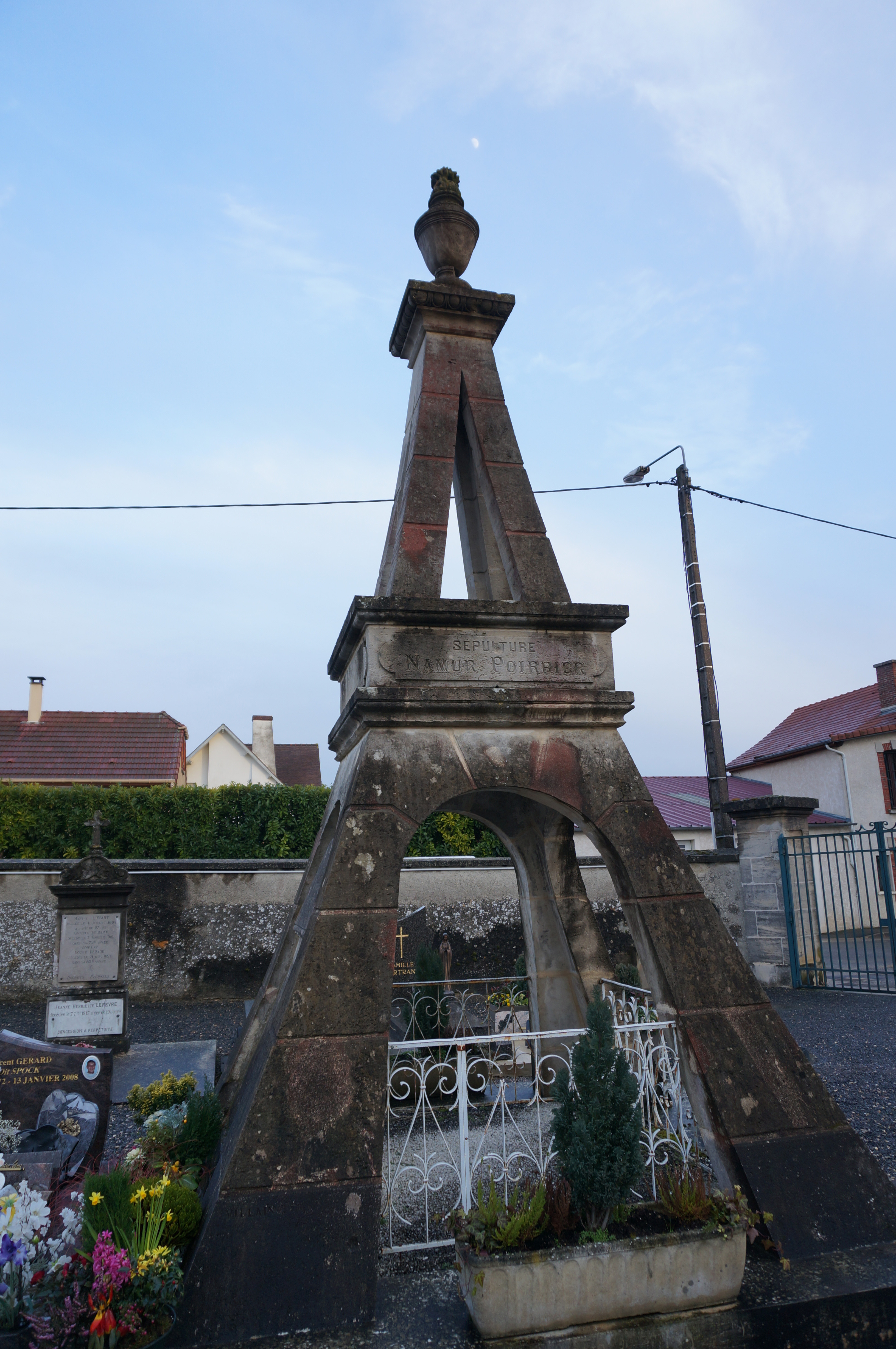
Sépulture Namur à Damery.